# Englische Cricket-Nationalmannschaft in den West Indies in der Saison 2021/22
Die Tour der englischen Cricket-Nationalmannschaft in die West Indies in der Saison 2021/22 fand vom 22. Januar bis zum 28. März 2022 statt. Die internationale Cricket-Tour war Bestandteil der Internationalen Cricket-Saison 2021/22 und umfasste drei Tests und fünf Twenty20s. Die Tests waren Bestandteil der ICC World Test Championship 2021–2023. Die West Indies gewannen die Test-Serie 1–0 und die Twenty20-Serie 3–2.

## Vorgeschichte
Die West Indies spielten zuvor eine Tour gegen Irland, England eine Tour in Australien. Das letzte Aufeinandertreffen der beiden Mannschaften bei einer Tour fand in der Saison 2020 in England statt.

## Stadien
Die folgenden Stadien wurden für die Tour als Austragungsort vorgesehen.
| Stadt        | Land                           | Stadion                  | Kapazität | Spiele               |
| ------------ | ------------------------------ | ------------------------ | --------- | -------------------- |
| Bridgetown   | Barbados                       | Kensington Oval          | 11.000    | 1. – 5. T20; 2. Test |
| Kingstown    | St. Vincent und die Grenadinen | Arnos Vale Stadium       | 18.000    | 1. Test              |
| St. George’s | Grenada                        | Grenada National Stadium | 20.000    | 3. Test              |

## Kaderlisten
England benannte seinen Twenty20-Kader am 23. Dezember 2021 und ihren Test-Kader am 8. Februar 2022.
Die West Indies benannten ihren Twenty20-Kader am 31. Dezember 2021 und ihren Test-Kader am 22. Februar 2022.
| Test | Test | Twenty20 | Twenty20 |
| West Indies | England | West Indies | England |
| --- | --- | --- | --- |
| - Kraigg Brathwaite (K) - Jermaine Blackwood (VK) - Nkrumah Bonner - Shamarh Brooks - John Campbell - Joshua Da Silva (wk) - Jason Holder - Alzarri Joseph - Kyle Mayers - Veerasammy Permaul - Anderson Phillip - Kemar Roach - Jayden Seales | - Joe Root (K) - Jonny Bairstow - Zak Crawley - Matthew Fisher - Ben Foakes (wk) - Dan Lawrence - Jack Leach - Alex Lees - Saqib Mahmood - Craig Overton - Matt Parkinson - Ollie Pope - Ollie Robinson - Ben Stokes - Chris Woakes - Mark Wood | - Kieron Pollard (K) - Nicholas Pooran (VK) - Fabian Allen - Darren Bravo - Roston Chase - Sheldon Cottrell - Dominic Drakes - Shai Hope - Akeal Hosein - Jason Holder - Brandon King - Kyle Mayers - Rovman Powell - Romario Shepherd - Odean Smith - Hayden Walsh Jr. | - Eoin Morgan (K) - Moeen Ali (VK) - Tom Banton - Sam Billings - Harry Brook - Liam Dawson - George Garton - Chris Jordan - Liam Livingstone - Saqib Mahmood - Tymal Mills - David Payne - Adil Rashid - Jason Roy - Phil Salt - Reece Topley - James Vince |

## Tour Match
| 22. Januar Scorecard | Bridgetown | England XI 231-4 (20)          | – | Barbados CA President’s XI 137 (20) |
|                      |            | England XI gewinnt mit 94 Runs |   |                                     |

| 1. – 4. März Scorecard | St. George | England XI 466-6d (145) & 164 (39) | – | West Indies President’s XI 264 (96.1) & 123-7 (52.1) |
|                        |            | Remis                              |   |                                                      |

## Twenty20 Internationals

### Erstes Twenty20 in Bridgetown
| 22. Januar Scorecard | Bridgetown | England 103 (19.4)                | – | West Indies 104-1 (17.1) |
|                      |            | West Indies gewinnt mit 9 Wickets |   |                          |

Die West Indies gewannen den Münzwurf und entscheiden sich als Feldmannschaft zu beginnen. England verlor früh seine Eröffnungs-Batter, bevor James Vince 14 Runs und Kapitän Eoin Morgan 17 Runs erzielten. Ihnen folgte eine Partnerschaft zwischen Chris Jordan und Adil Rashid über 36 Runs. Jordan verlor nach 28 Runs sein Wicket und nachdem Rashid sein Wicket nach 22 Runs verloren hatte, endete das Innings. Bester Bowler der West Indies war Jason Holder. Für die West Indies begannen die Eröffnungs-Batter Brandon King und Shai Hope mit einer Partnerschaft über 52 Runs. Nachdem Hope sein Wicket nach 20 Runs verloren hatte, wurde er durch Nicholas Pooran ersetzt. Dieser konnte zusammen mit King die Vorgabe im 18. Over einholen, wobei King ein Half-Century über 52* Runs erreichte und Pooran 27 Runs. Das Wicket für England erzielte Adil Rashid. Als Spieler des Spiels wurde Jason Holder ausgezeichnet.

### Zweites Twenty20 in Bridgetown
| 23. Januar Scorecard | Bridgetown | England 171-8 (20)        | – | West Indies 170-8 (20) |
|                      |            | England gewinnt mit 1 Run |   |                        |

Die West Indies gewannen den Münzwurf und entscheiden sich als Feldmannschaft zu beginnen. Für England etablierten sich zunächst die beiden Eröffnungs-Batter, Jason Roy und Tom Banton. Banton verlor sein Wicket nach 25 Runs und der nähste Spieler, der sich an der Seite von Roy etablieren konnte, war Moeen Ali. Zusammen erzielten sie eine Partnerschaft über 61 Runs, bevor Roy nach 45 Runs ausschied. Ali verlor nach 31 Runs sein Wicket un wurde gefolgt durch Kapitän Eoin Morgan mit 13 Runs und Chris Jordan mit 27 Runs. Am Ende des Innings hatte England eine Vorlage über 172 Runs für die West indies aufgestellt. Beste Bowler für die West Indies waren Jason Holder mit 2 Wickets für 25 Runs und Fabian Allen mit 2 Wickets für 50 Runs. Die West Indies verloren bei ihrer Antwort früh seine Eröffnungs-Batter, bevor Nicholas Pooran 24 Runs und Darren Bravo 23 Runs erzielten. Als Nächstes konnte sich Romario Shepherd etablieren. Zunächst steuerte Fabian Allen 12 Runs an seiner Seite hinzu, bevor Shepherd mit Akeal Hosein einen Partner fand, mit dem er zusammen eine Partnerschaft bis zum Ende des Innings über 72* Runs erzielte, was jedoch ein Run zu wenig war. Shepherd und Hosein hatten zu diesem Zeitpunkt jeweils 44* Runs erreicht. Bester Bowler für England war Moeen Ali mit 3 Wickets für 24 Runs. Als Spieler des Spiels wurde Moeen Ali ausgezeichnet.

### Drittes Twenty20 in Bridgetown
| 26. Januar Scorecard | Bridgetown | West Indies 224-5 (20)          | – | England 204-9 (20) |
|                      |            | West Indies gewinnt mit 20 Runs |   |                    |

England gewann den Münzwurf und entschied sich als Schlagmannschaft zu beginnen. Für die West Indies konnte zunächst Brandon King 10 Runs erreichen, bevor sich Nicholas Pooran und Rovman Rowell etablierten. Zusammen erzielten sie eine Partnerschaft über 122 Runs, bevor Pooran nach einem Half-Century über 70 Runs. Dieser wurde durch Romario Shepherd ersetzt. Powell erreichte ein Century über 107 Runs aus 53 Bällen und Shepherd beendete das Innings ungeschlagen mit 11* Runs. Die englischen Wickets erzielten fünf verschiedene Bowler. Für England begannen Jason Roy und Tom Banton am Schlag. Während Roy nach 16 Runs ausschied und durch James Vince ersetzt wurde, konnte sich Banton etablieren. Vince erreichte 16 Runs und auch Liam Livingstone konnte 11 Runs erzielen, bevor ihm Phil Salt an den Schlag folgte. Kurz darauf schied Banton nach 73 Runs aus und wurde durch Harry Brook ersetzt der 10 Runs erreichte. Salt konnte bis zum letzten Over 57 Runs erreichen, bevor auch er ausschied und England letztendlich 20Runs zu wenig hatte um die Vorgabe der West Indies einzuholen. Bester Bowler für die West Indies war Romario Shepherd mit 3 Wickets für 59 Runs. Als Spieler des Spiels wurde Rovman Rowell ausgezeichnet.

### Viertes Twenty20 in Bridgetown
| 29. Januar Scorecard | Bridgetown | England 193-6 (20)          | – | West Indies 159-5 (20) |
|                      |            | England gewinnt mit 24 Runs |   |                        |

Die West Indies gewannen den Münzwurf und entscheiden sich als Feldmannschaft zu beginnen. Für England konnte zunächst Jason Roy zusammen mit dem dritten Schlagmann James Vince eine Partnerschaft aufbauen, die über 85 Runs reichte. Nachdem Roy nach einem Half-Century über 52 Runs ausgeschieden war, wurde er durch Kapitän Moeen Ali ersetzt. Kurz darauf verlor auch Vince nach 34 Runs sein Wicket und ihm folgte Liam Livingstone, der 16 Runs erzielen konnte. Im letzten Over schied Ali nach 63 Runs aus und zum Abschluss konnte Sam Billings ungeschlagene 13* Runs erzielen. Bester Bowler für die West Indies war Jason Holder mit 3 Wickets für 44 Runs. Für die West Indies konnten die Eröffnungs-Batter Brandon King und Kyle Mayers eine Partnerschaft über 64 Runs erzielen. Mayers verlor nach 40 Runs sein Wicket und wurde durch Nicholas Pooran ersetzt. King schied nach 26 Runs aus und der nächste Spieler, der sich neben Pooran etablieren konnte, war Jason Holder. Pooran konnte 22 Runs erreichen, bevor ihm Kapitän Kieron Pollard folgte. Nachdem Holder mit 36 Runs ausgeschieden war, konnte Pollard bis zum Ende des Innings 18* Runs erreichen, was jedoch nicht ausreichte die Engländer einzuholen. Bester Bowler für England war Moeen Ali mit 2 Wickets für 28 Runs. Als Spieler des Spiels wurde Moeen Ali ausgezeichnet.

### Fünftes Twenty20 in Bridgetown
| 30. Januar Scorecard | Bridgetown | West Indies 179-4 (20)          | – | England 162 (19.5) |
|                      |            | West Indies gewinnt mit 17 Runs |   |                    |

Die West Indies gewannen den Münzwurf und entscheiden sich als Schlagmannschaft zu beginnen. Als Eröffnungs-Batter der West Indies konnten zunächst Kyle Mayers 31 Runs und Brandon King 34 Runs erzielen. Ihnen folgte Nicholas Pooran mit 21 Runs, bevor Kapitän Kieron Pollard mit 41* Runs und Rovman Powell mit 35* Runs das Innings beendeten. Bester englische Bowler mit jeweils 2 Wickets für 17 Runs waren Adil Rashid und Liam Livingstone. Für England fand Eröffnungs-Batter Tom Banton mit dem dritten Schlagmann James Vice einen Partner, der sich etablieren konnte. Banton schied mit 16 Runs aus und der hereinkommende Kapitän Moeen Ali erreichte 14 Runs. Der nächste Spieler, der sich etablieren konnte, war dann Sam Billings. Vice schied nach einem Half-Century über 55 Runs aus und Billings, bei 41 Runs stehend, hatte mit noch vier verbleibenden Wickets 20 Runs im letzten Over zu überwinden. Jedoch konnte Jason Holder vier Wickets in vier Bällen (Doppel-Hattrick) erzielen und so verlor das Team das Spiel und die Serie. Beste Bowler für die West Indies waren Jason Holder mit 5 Wickets für 27 Runs und Akeal Hosein mit 4 Wickets für 30 Runs. Als Spieler des Spiels wurde Jason Holder ausgezeichnet.

## Tests

### Erster Test in Kingstown
| 8. – 12. März Scorecard | Kingstown | England 311 (100.3) & 349-6d (88.2) | – | West Indies 375 (157.3) & 147-4 (70.1) |
|                         |           | Remis                               |   |                                        |

England gewann den Münzwurf und entschied sich als Schlagmannschaft zu beginnen. Nachdem die englischen Eröffnungs-Batter früh ausschieden und Dan Lawrence 20 Runs erzielte, konnten sich Ben Stokes und Jonny Bairstow etablieren. Zusammen erzielten sie eine Partnerschaft über 67 Runs, bevor Stokes sein Wicket nach 36 Runs verlor. Er wurde gefolgt durch Ben Foakes, der 42 Runs erzielen konnte. Nachdem Chris Woakes ins Spiel kam endete der Tag beim Stand von 268/6. Am zweiten Tag schied Woakes nach 28 Runs aus und nachdem Bairstow nach einem Century über 140 Runs aus 259 Bällen das letzte Wicket verlor, endete das Innings nach 311 Runs. Bester Bowler für die West Indies war Jayden Seales mit 4 Wickets für 79 Runs. In ihrer Antwort konnten die West Indies mit den Eröffnungs-Battern Kraigg Brathwaite und John Campbell eine Partnerschaft über 83 Runs. Nachdem Campbell nach 35 Runs ausschied, kam Shamarh Brooks ins Spiel. Brathwaite verlor sein Wicket nach einem Half-Century über 55 Runs und wurde durch Nkrumah Bonner ersetzt. Brooks schied nach 18 Runs aus und Jason Holder beendete zusammen mit Bonner den Tag beim Stand von 202/3. Am dritten Tag schied Holder nach 45 Runs aus und an der Seite von Bonner konnte Joshua Da Silva 32 Runs erreichen. Nachdem Kemar Roach 15 Runs erzielte fand Bonner Veerasammy Permaul, mit dem er noch einmal 46 Runs zusammen erzielte. Bonner verlor dann nach einem Century über 123 Runs aus 355 Bällen sein Wicket und der Tag endete beim Stand von 373/9. Am vierten Tag endete das Innings der West Indies nach wenigen Bällen mit einem Vorsprung von 64 Runs und Permaul erreichte 26* Runs. Beste Bowler für England mit jeweils zwei Wickets waren Ben Stokes für 42 Runs, Jack Leach für 79 Runs und Craig Overton für 85 Runs. Für England konnte sich dann Eröffnungs-Batter Zak Crawley zusammen mit Kapitän Joe Root etablieren. Der Tag wurde immer wieder durch Regenfälle unterbrochen, aber endete beim Stand von 217/1. Am fünften Tag schied Crawley nach einem Century über 121 Runs aus 215 Bällen aus und wurde gefolgt durch Dan Lawrence der 37 Runs erreichte. Daraufhin verlor auch Root nach einem Century über 109 Runs aus 204 Bällen sein Wicket. Bis zur Deklaration konnte dann Jonny Bairstow 15 Run und Chris Woakes 18 Runs erzielen. Bester west-indischer Bowler war Alzarri Joseph mit 3 Wickets für 78 Runs. Als Eröffnungs-Batter konnte Kraigg Brathwaite 33 Runs und John Campbell der kurz nach ihm ausschied 22 Runs erreichen. Daraufhin konnten sich Nkrumah Bonner und Jason Holder etablieren, die bis zum Ende des Tages ungeschlagen blieben. Bonner erreichte dabei 38* Runs, Holder 37*. Bester Bowler für England war Jack Leach mit 3 Wickets für 57 Runs. Als Spieler des Spiels wurde Nkrumah Bonner ausgezeichnet.

### Zweiter Test in Bridgetown
| 16. – 20. März Scorecard | Bridgetown | England 507-9d (150.5) & 185-6d (39.5) | – | West Indies 411 (187.5) & 135-5 (65) |
|                          |            | Remis                                  |   |                                      |

England gewann den Münzwurf und entschied sich als Schlagmannschaft zu beginnen. Der englische Eröffnungs-Batter Alex Lees konnte eine erste Partnerschaft mit dem dritten Schlagmann Joe Root aufbauen. Nach 30 Runs verlor Lees sein Wicket und wurde durch Dan Lawrence ersetzt. Root und Lawrence erzielten zusammen 164 Runs und als Lawrence nach 91 Runs ausschied endete der Tag beim Stand von 244/3. Am zweiten Tag gesellte sich Ben Stokes an die Seite von Root, mit dem er eine Partnerschaft über 129 Runs erreichte. Root schied nach einem Century über 153 Runs aus 316 Bällen aus und an der Seite von Stokes konnte Jonny Bairstow 20 Runs erzielen. Kurz darauf schied auch Stokes nach einem Century über 120 Runs aus 128 Bällen aus. Daraufhin konnten Ben Foakes und Chris Woakes eine Partnerschaft über 71 Runs aufbauen, bis Foakes nach 33 Runs ausschied. Ein Over später verlor auch Woakes nach 41 Runs sein Wicket und nachdem auch das neunte Wicket fiel deklarierte England das Innings. Bester Bowler für die West Indies war Veerasammy Permaul mit 3 Wickets für 126 Runs. Für die West Indies konnte sich Kapitän Kraigg Brathwaite etablieren, bevor der Tag beim Stand von 71/1 endete. Am dritten Tag schied an der Seite von Brathwaite Shamarh Brooks nach 39 Runs aus. In der Folge baute Jermaine Blackwood mit Brathwaite eine Partnerschaft auf, die über 183 Runs anhielt, bis Blackwood nach einem Century über 102 Runs aus 215 Bällen ausschied. Ihm folgte Alzarri Joseph und der Tag endete beim Stand von 288/4. Am vierten Tag verlor Joseph sein Wicket nach 19 Runs und nachdem Jason Holder nach 12 Runs ausschied, kam Joshua Da Silva an den Schlag. Daraufhin schied Brathwaite nach einem Century über 160 Runs aus 489 Bällen aus. Da Silva verlor das letzte Wicket nach 33 Runs und die West Indies hatten nach ihrem ersten Innings einen Rückstand von 96 Runs. Bester Bowler für England war Jack Leach mit 3 Wickets für 118 Runs. England begann das zweite Innings mit Alex Lees und Zak Crawley und beendete den tag beim Stand von 40/0. Am fünften Tag verlor Lees nach 24 Runs sein Wicket und Crawley nach 40. Als nächster Spieler konnte sich Dan Lawrence etablieren und an seiner Seite Ben Stokes 19 und Jonny Bairstow 29 Runs erreichen. Kurz nach dessen ausscheiden schied auch Lawrence nach 41 Runs aus und England deklarierte als die Vorgabe für die West Indies 282 Runs erreicht hatte. Beste Bowler für die West Indies waren Veerasammy Permaul mit 2 Wickets für 29 Runs und Jayden Seales mit 2 Wickets für 34 Runs. Die West Indies eröffneten mit Kraigg Brathwaite, der sich abermals etablieren konnte. An seiner Seite erzielte Jermaine Blackwood 27 Runs und nachdem Brathwaite ein Half-Century über 56* Runs und der hineinkommende Joshua Da Silva 30* Runs erreicht hatte endete der Tag mit einem Remis. Bester Bowler für England war Jack Leach mit 3 Wickets für 36 Runs. Als Spieler des Spiels wurde Kraigg Brathwaite ausgezeichnet.

### Dritter Test in St. George’s
| 24. – 28. März Scorecard | St. George’s | England 204 (89.4) & 120 (64.2)    | – | West Indies 297 (116.3) & 28-0 (4.5) |
|                          |              | West Indies gewinnt mit 10 Wickets |   |                                      |

Die West Indies gewannen den Münzwurf und entschieden sich als Feldmannschaft zu beginnen. Von den Eröffnungs-Battern konnte zunächst Alex Lees 31 Runs erreichen, bevor England zahlreiche Wickets verlor. Erst mit Chris Woakes konnte sich wieder ein Schlagmann etablieren und an seiner Seite Craig Overton 14 runs erreichen. Nachdem Woakes nach 25 Runs ausschied konnte für das letzte Wicket Jack Leach zusammen mit Saqib Mahmood eine Partnerschaft über 90 Runs erzielen. Nachdem Mahmood nach 49 Runs sein Wicket verlor als Leach bei 41* Runs stand, endete das Innings und der Tag. Bester Bowler der West Indies war Jayden Seales mit 3 Wickets für 40 Runs. Der zweite Tag begannen die Eröffnungs-Batter der West Indies, Kraigg Brathwaite und John Campbell mit einer Partnerschaft über 50 Runs. Brathwaite schied nach 17 Runs aus und Campbell konnte insgesamt 35 Runs erreichen. Nachdem Jermaine Blackwood 18 Runs erzielte, fand Kyle Mayers Joshua Da Silva, der sich etablieren konnte. An der Seite von Da Silver erzielte Mayers 28 Runs, ebenso wie Alzarri Joseph. Daraufhin endete der Tag beim Stand von 232/8. Am dritten Tag baute er mit Kemar Roach eine Partnerschaft über 68 Runs auf, und nachdem Roach nach 25 Runs ausschied konnte auch noch Jayden Seales 13 Runs hinzufügen. Mit dem Verlust von dessen Wicket endete das Innings und Da Silva hatte zu diesem Zeitpunkt ein Century über 100 Runs aus 257 Bällen erreicht und so einen Vorsprung von 97 Runs ermöglicht. Bester englischer Bowler war Chris Woakes mit 3 wickets für 59 Runs. Für England konnte sich dann von den Eröffnungs-Battern Alex Lees etablieren. An seiner Seite schieden zahlreiche Batter für aus, nur Jonny Bairstow konnte 22 Runs erreichen. Lees verlor sein Wicket nach 31 Runs und kurz darauf endete der Tag beim Stand von 103/8. Am fünften Tag konnte Chris Woakes noch 19 Runs erreichen, bis das letzte Wicket fiel und die West Indies eine Vorgabe von 28 Runs erhielten. Beste Bowler für die West Indies war Kyle Mayers mit 5 Wickets für 18 Runs. Die West Indies konnten dann die Vorgabe in 5 Overn einholen, wobei Kraigg Brathwaite 20 Runs und John Campbell 6 Runs erzielten. Als Spieler des Spiels wurde Joshoa Da Silva ausgezeichnet.

## Auszeichnungen

### Player of the Series
Als Player of the Series wurden der folgende Spieler ausgezeichnet.
| Serie   | Player of the Series |
| ------- | -------------------- |
| Test    | Kraigg Brathwaite    |
| Tweny20 | Jason Holder         |

### Player of the Match
Als Player of the Match wurden die folgenden Spieler ausgezeichnet.
| Spiel       | Player of the Match |
| ----------- | ------------------- |
| 1. Test     | Nkrumah Bonner      |
| 2. Test     | Kraigg Brathwaite   |
| 3. Test     | Joshua Da Silva     |
| 1. Twenty20 | Jason Holder        |
| 2. Twenty20 | Moeen Ali           |
| 3. Twenty20 | Rovman Powell       |
| 4. Twenty20 | Moeen Ali           |
| 5. Twenty20 | Jason Holder        |